# Coronas (cầu thủ bóng đá)
Pedro Emanuel Ferreira Sousa (sinh ngày 19 tháng 9 năm 1990 ở Rans, Penafiel), thường gọi Coronas, là một cầu thủ bóng đá người Bồ Đào Nha thi đấu cho Académica de Coimbra theo dạng cho mượn từ C.S. Marítimo ở vị trí tiền vệ.